# كريس ريف
كريس ريف (بالإنجليزية: Chris Reeve)‏ هو مخترع ورائد أعمال أمريكي، ولد في 4 ديسمبر 1953 في ديربان في جنوب أفريقيا.